# Bitwa pod Omdurmanem
Bitwa pod Omdurmanem – starcie zbrojne, które miało miejsce 2 września 1898 roku pomiędzy brytyjskimi i egipskimi wojskami dowodzonymi przez generała Sir Horatia Herberta Kitchenera a powstańcami sudańskimi dowodzonymi przez kalifa Abdullaha ibn Muhammada, następcę Mahdiego.
Liczące 26 tys. żołnierzy wojska brytyjsko-egipskie dowodzone przez Lorda Kitchenera posuwały się wzdłuż Nilu w kierunku Chartumu. Marsz doskonale uzbrojonej i wyposażonej armii ubezpieczały posuwające się równolegle rzeką kanonierki, a aprowizację zapewniała równolegle budowana od Wadi Halfa na potrzeby tej kampanii linia kolejowa.

## Przed bitwą
Kilka kilometrów na północ od Omdurmanu, leżącego na lewym brzegu Nilu naprzeciw Chartumu, drogę zastąpiły im siły sudańskich mahdystów, liczące około 60 tysięcy ludzi. „Sprawiało to wrażenie, że całe zbocze wzgórza maszeruje w naszą stronę. Na tyłach tej hordy galopowali nieustannie jeźdźcy; przed nią rozsypywały się po pustyni patrole; nad nią powiewały setki chorągwi, a tysiące mieniących się w słońcu grotów nieprzyjacielskich włóczni wyglądały jak iskrząca się chmura”.
Kitchener otoczył swój obóz zeribą (osłona ze ściętych kolczastych krzaków), ale pozostawił poza nią kawalerię. Tył obozu przylegał do Nilu, zacumowały tam silnie uzbrojone brytyjskie kanonierki, statki zaopatrzeniowe, transportowe i szpitalne. Brytyjczycy, choć mniej liczni, mieli olbrzymią przewagę ogniową (zwłaszcza dzięki artylerii i właśnie wprowadzanym na uzbrojenie karabinom maszynowym Maxima) z czego mahdyści nie zdawali sobie sprawy, byli też bez porównania lepiej wyszkoleni i karniejsi od Sudańczyków.

## Decydujące starcie
Dzień przed właściwym starciem (1 września) Sudańczycy odepchnęli znajdującą się przed zeribą kawalerię brytyjską na północ. O godzinie 6:45 następnego dnia rozpoczęli frontalny atak na pozycje brytyjskiej piechoty. Brytyjczycy odpowiedzieli krzyżowym ogniem karabinów maszynowych i artylerii strzelającej przede wszystkim szrapnelami. Ani jeden Sudańczyk nie zdołał dotrzeć do zeriby – brytyjska zapora ogniowa była niemożliwa do przejścia. Śmierć poniosło ponad 5 tysięcy Sudańczyków. Jak napisał brytyjski korespondent wojenny, „Żadne białe wojsko nawet przez pięć minut nie wytrzymałoby takiej nawałnicy śmierci. To była egzekucja, a nie bitwa”.
Następnie wojska brytyjskie wyszły zza zeriby i zaatakowały mahdystów. Zaciekłe kontrataki Sudańczyków spełzały na niczym. Teraz Kitchener postanowił przypieczętować zwycięstwo przy pomocy widowiskowej szarży 21 Regimentu Lansjerów. Brał w niej udział późniejszy premier Winston Churchill. Jednak kawalerzyści nieoczekiwanie natknęli się na przeważające siły sudańskie. Starcie było krótkie, lecz krwawe. Kawalerzyści przebili się przez masy mahdystów, ale ponieśli znaczne straty: 71 zabitych i rannych, podczas gdy mahdyści stracili prawdopodobnie około 60 zabitych i stu rannych.
O godzinie 9:50 rozpoczęła się druga faza bitwy. Kalif postanowił obejść pozycje brytyjskie i zaatakować Egipcjan, ale w ogniu egipskich karabinów i maximów atak załamał się. Zginęło blisko 3500 mahdystów, a reszta atakującej formacji uległa rozproszeniu. Załamał się także trzeci i ostatni atak przeprowadzony około godziny 11. Armia sudańska została rozbita, a Kitchener wkroczył do niebronionego Chartumu.

## Umm Duwajkirat
Pościg za uchodzącym kalifem i innymi dostojnikami mahdystów trwał ponad rok i zakończył się 24 listopada 1899 roku starciem w okolicach miasta Kaka w Kordofanie (wioska Umm Duwajkirat). 8-tysięczny korpus brytyjski pod dowództwem gen. Wingate'a starł się z resztkami mahdystów (około 10 tysięcy) rozbijając ich doszczętnie. Kalif Abdullah poległ. Ten epizod położył kres rewolcie mahdystów.